# Clusia uvitana
Clusia uvitana är en tvåhjärtbladig växtart som beskrevs av Henri François Pittier. Clusia uvitana ingår i släktet Clusia och familjen Clusiaceae. Inga underarter finns listade i Catalogue of Life.